# Берриа-Сен-При, Жак
Жак Берриа-Сен-При (22 сентября 1769, Гренобль — 4 октября 1865, Париж) — французский юрист, адвокат, учёный-правовед и педагог.
Родился в семье прокурора, его мать также работала в суде. Изучал право сначала в родном Гренобле, затем поступил в университет в Оранже, затем вернулся в Гренобль и стал изучать ботанику и естествознание. Поддержал Великую французскую революцию и в 1790 году вступил в Национальную гвардию. С 1796 по 1804 год преподавал в частной школе департамента Изер. В 1805 году возглавил кафедру гражданского и уголовного права и процесса в школе права в Гренобле. Был активным сторонником режима Наполеона Бонапарта. В 1819 году перешёл на ту же должность на юридический факультет Парижского университета, где преподавал до конца жизни.
Был членом множества научных обществ, в 1840 году был избран членом Академии моральных и политических наук. Оставил большое количество научных работ по правоведению и управлению. Важнейшие труды: «Cours de procédure civile» (Гренобль, 1808); «Cours de droit criminel» (Гренобль, 1807); «Histoire du droit romain» (Париж, 1821); «Jeanne d’Arc, ou Coup d’oeil sur les révolutions de France au temps de Charles VI et de Charles VII» (Париж, 1817) и роман «L’Amour et la philosophie» (Париж, 1807).